# 円広志
円 広志（まどか ひろし、1953年〈昭和28年〉8月21日 - ）は、日本の歌手、タレント、作曲家、シンガーソングライター。本名、篠原 義彦（しのはら よしひこ）で、本名名義での活動もある。
個人事務所オフィスとんで所属。
シンガーソングライター、作曲家としてデビュー曲「夢想花」や、『探偵!ナイトスクープ』のテーマ曲である「ハートスランプ二人ぼっち」、森昌子に楽曲提供した「越冬つばめ」でも知られる。

## 来歴

### 幼少期から歌手デビューまで
高知県安芸郡野根町（のちの東洋町野根）で小学校の教師をしていた父親のもと男3人兄弟(1つ上の兄、2つ下の弟がいる)の次男として生まれる。生活は貧しく、母親は室戸岬の方に沈む夕日を見ながらよく泣いていたという。この直後の小学校に上がってから1年3ヶ月の間、親戚の家に預けられたことがある。父の仕事の都合で篠原家は本人6歳の時に現在の室戸市に移るなど幼少期から転居を繰り返し、小学2年生の時大阪府豊中市庄内へ移る。「引っ越しは15回はしていますね」と後に本人がインタビューで語っている。高知の田舎町の学校から、いきなり一学年13クラスもあるマンモス校(当時)に転校したため、同級生たちとなかなか馴染めなかった。
以降は大阪府内で育ったが、夏休みには稲刈りを手伝うために高知の祖父母の家に帰省していた。
小学5年生の時に父親と見に行った映画『禁じられた遊び』のテーマ曲（「愛のロマンス」）に感動したこと、夏休みに高知を訪れた際親戚の家にアコースティック・ギターがあったことがきっかけで音楽に目覚める。休みの間ずっとギターの練習をしている内におじが5000円でギターを買ってくれ、現在も作曲などで使っている。幼少期は転校が多かったが、教室でギターを弾いてると友達ができたという。一躍クラスの人気者になり、本人にとってこれが音楽活動の原点となった。
その後建設業に転職した父が独立して工務店を開き、中学1年生の頃に大阪府守口市の一軒家に転居。中学生になると寺内タケシやザ・ベンチャーズに憧れてエレキギターを持ち、バンドを組んで作詞・作曲も始める。初めて作った曲はフォーク調の『きみとぼく』というものだった。ギターも音楽の知識もほとんど独学だったとのこと。高校に進学すると、さらに音楽にのめり込むようになる。
守口市立庭窪中学校、大阪府立守口高等学校（統廃合により現在の大阪府立芦間高等学校）を経て、追手門学院大学経済学部卒業。大学在学中にロックバンド「ZOOM」を結成し、ボーカルを担当。ZOOMはバッド・カンパニーのコピーを得意とし、円は「大阪のポール・ロジャース」と呼ばれていた。また、ライブハウス等で活動していた際の担当ローディーに世良公則がいた。
1974年、ZOOMはヤマハ音楽振興会主催のロックフェス「大阪8・8ロックデイ」に入賞し、関西では名の知れたバンドとなる。翌1975年にはゲストとして同イベントに参加した。この時のパフォーマンスは二枚組LP「'75 8.8ROCK DAY LIVE」に収録された（1999年にCD化）。A面5曲目「ロック・ステディ」、6曲目「グッド・チャンス・フォー・ミー」で当時の熱唱が聴ける。
当時のZOOMの人気は凄まじいもので、万博記念公園お祭り広場でのライブに立ち会った世良はのちに「3万、4万という若者が、『ウオー!』って円さんのZOOMってバンドが演奏するバッド・カンパニーに熱狂していたんですから。アルバムそのまま、全部やれちゃうの。（バッド・カンパニーの）ライブ・アルバムあるじゃないですか。あれそのまんま!」と回想している。
しかしZOOMは一部メンバーの就職などで1977年に解散。円はデモテープ作りの傍らコンサートの会場警備のアルバイトをしており、その中にはかつてのローディーだった世良率いる世良公則&ツイストが大阪ABCホールで開いた凱旋ライブもあった。この仕事では会場で世良に殺到する女性ファンを抑えたり、終演後に世良たちを会場から引き揚げさせるための影武者としてファンを引きつける役も担った。円はこの時期について「すっかり立場が逆転です」と回想している。
しかし、そのコンサート会場で知り合いのヤマハの関係者と偶然再会し、翌1978年のヤマハ音楽振興会主催の『ヤマハポピュラーソングコンテスト』（ポプコン）に参加するチャンスを得た。ポプコンへの出場は本人曰く「一か八かの賭け」だったということで、この時歌った自作の「夢想花」は『第16回ヤマハポピュラーソングコンテスト』および『第9回世界歌謡祭』で立て続けにグランプリを獲得し、同年発売されたシングルレコードは80万枚の大ヒットとなった。

### 作曲家・タレントとして再起
これにより円は多額の印税を手にし、多数の歌番組に出演したり一日に10社近くのインタビューを受けるなどデビュー直後は多忙を極めた。しかしその後「夢想花」を超えるヒット曲に恵まれなかったため、デビューから半年後にはテレビ出演も減少した。本人はこの理由について「レコードは売れたがファンが付いて来なかった。元々ロックを歌っていたのにデビュー曲がポップスで、長髪も切ったから大阪など地元のファンからそっぽを向かれた」、「僕にとってはポプコンのグランプリがゴールだった。スタートではなかったんですね。だから2曲目が続くわけもない」と後に語っている。
ただしその後も印税は入ってきたため、数年間、毎日パチンコと飲酒に溺れるなど堕落した生活を送っていた。しかし1982年のある日、全ての貯金が底をつき、東京から大阪に戻った。1983年、たまたま知り合いのポニーキャニオンの宣伝担当者に「暇つぶしに演歌調の曲を作って」といわれ、石原信一の詞を渡された。1か月かけて作った曲が、のちに森昌子の代表曲の一つとなった「越冬つばめ」であった。「夢想花」のイメージを払拭するため、本名の「篠原義彦」名義でクレジットされた「越冬つばめ」は大ヒットし、同年の『第25回日本レコード大賞』（TBSテレビ・ラジオ）では最優秀歌唱賞を受賞した。円は「印税で僕も越冬できた」と述べている。このほか『探偵!ナイトスクープ』のテーマ曲（オープニングテーマ「ハートスランプ二人ぼっち」、CM入り用サウンドロゴ）とのタイアップ、番組開始以降長きにわたりテーマ曲を担当している『秘湯ロマン』の「静かな戦士」が知られる。
「越冬つばめ」が大ヒットした頃、島田紳助から手紙が来たこと(後述)がきっかけでバラエティ番組に出演し始めた。ほどなくして関西で冠番組を持つやしきたかじん、上沼恵美子との縁も生まれた。これにより、以後タレントとして関西制作のテレビバラエティ番組を中心に多くのレギュラー番組を持つようになり、関西において認知度は高い。上沼恵美子との共演が非常に多く、番組内で上沼が円を弄るネタが恒例となっているほか、島田紳助との関係から、『行列のできる法律相談所』など紳助が司会を務める番組に不定期出演していた。
2008年6月30日から関西テレビのローカル帯番組・『ごきげんライフスタイル よ〜いドン!』のMCに抜擢された。2023年6月末には番組開始15周年を迎えた。
定期的にコンサートも開くなど、歌手活動も継続中である。2010年7月より、新神戸オリエンタル劇場の音楽アドバイザーに就任した。劇場で行われる音楽公演の企画プロデュースやプロモーション等でアドバイスしている。2022年現在は、後進のミュージシャンの活動を後押しのため、音楽スタジオを経営している。

## 人物・エピソード

### 芸名について
- 芸名の「円広志」は、同級生が付けたもので、「三角四角の男が年齢を重ねることによって、やがて円く広く志す人間になっていく」という意味[18]。本人は「円（えん＝銭）を広く志し、大金を稼ぐという意味ではない」とことさらに否定し、ギャグとしている。

### 「とんでとんで」
- 「夢想花」以外の曲が全国的にほとんど知られていないため、『行列のできる法律相談所』や『クイズ!紳助くん』などで島田紳助によく「一発屋」、「世界歌謡祭グランプリ、今じゃ誰もが知らんぷり」などと弄られている。また「そら円さんは歌手やもん、ヒット曲いっぱい出してはんねんで。『夢想花』・『とんでとんで』・『まわってまわって』…」「全部一緒やないかい!」や「『とんでとんで』って歌って、アンタが飛んでいったな」という上沼恵美子とのやりとりも定番である。一般人に円広志の代表曲を答えさせても正式タイトルの「夢想花」でなく『とんでとんで』、『まわってまわって』と答える人が多い。

### 交友関係

#### 島田紳助
- 「夢想花」以降、ヒットに恵まれず、歌手として長年鳴かず飛ばずだった状況で、傷心で東京から大阪に戻った円のもとに、突然今まで面識のなかった紳助から一通の手紙が届いた。手紙の内容は「あなたは売れてないにも関わらず道をまっすぐ歩くのはやめてください。下を向いて悲しそうに歩いて下さい。テレビでも出るときは悲しそうな顔をして下さい」という挑発的な内容であり、これに激怒した円は、当時紳助が大阪で生放送をしていた毎日放送のスタジオに「どういうことやねん！」と直接怒鳴り込む。しかし紳助は謝罪するどころか「だって本当のことじゃないですか？」と応戦。それに対して円も「お前もサンダルみたいなアゴしとるやないか！」と応酬し大喧嘩を繰り広げる。これが聴取者から注目され、さらにテレビ局のプロデューサの耳にも入り、この大喧嘩がきっかけでテレビ出演の依頼が殺到することになる。これは、紳助は以前から円の持っているトークスキルを見込んでおり、傷心している今の円の状況では普通にテレビ出演を依頼しても断られると考え、あえてこのシチュエーションになるように仕組んだものであった。この大喧嘩によってトークも出来るタレントとしての円を認知させ、結果として円はテレビ業界にタレントとして再浮上することとなった[19]。後に円は「今の自分がいるのは島田紳助のお陰であり、紳助は最も尊敬する恩人」と語っている。
- 円は紳助が司会を務めていた『行列のできる法律相談所』に準レギュラーとして出演。その他、『クイズ仕事人』、『クイズバトルロイヤル待ったあり!』、『クイズ!紳助くん』など、紳助が司会の番組に頻繁に出演していた。

#### やしきたかじん
- やしきたかじんがパーソナリティを務めた ラジオ番組『聞けば効くほど やしきたかじん』金曜日にレギュラーゲストとして出演。たかじんとともに即興で漫才を披露して、弾き語りを行っていた。たかじんと円の丁々発止のトークは評判を呼び、裏番組の聴取率を抜き去って、平日昼の時間帯のラジオ番組の中で聴取率トップを獲得した。たかじんが全国ツアーをまだ行っていなかった頃、コンサートで定番ゲストとして出演して、コンビで漫才を披露したり、円自身が歌を披露したりしていた。「聞けば効くほど…… 円広志!」と大阪厚生年金会館大ホールの3階の客席から、スポットライトを浴びて登場したことがある。
- 2007年6月15日にシアターBRAVA!での桂雀々三十周年記念イベント「雀々十八番」（やしきたかじんオールプロデュース）で20年ぶりに音曲漫才を披露した。

#### aiko
- aikoの父親と友人関係にあり、aikoのデビュー前に父親から相談され、苦労するからと歌手になることを反対していた。しかし、その後aikoの出すシングルがヒットを連発した。この友人関係もあって円は、aikoの父親が経営しているスナックの常連客である。

### 趣味

#### プロレス
プロレスの大ファンで、かつて1981年頃に月刊明星にて「プロレスとんで見聞録」というタイトルのエッセイを連載した事もある。
特にジャイアント馬場を崇拝し、かつて日本テレビの「オシャレ30・30」に出演した時には、馬場への想いを熱弁したこともある。1994年に、当時中京テレビでレギュラー出演していた「ヴィヴィアン」の企画で馬場と対面した際には、本人から愛用の革靴をプレゼントされた。
その馬場に対する愛情の反面、アントニオ猪木ファンを嫌悪しており、猪木ファンから馬場ファンであることを揶揄されると非常に根に持つ。後年こそ緩慢な動きで他芸人からネタにされたレスラーであったが、オールドファンから見た場合、デビュー当初は元プロ野球投手、マット界のヒールで凱旋などの経歴を持つ上にプロレス活動当初は筋骨隆々の体躯でスピーディーな試合で知られていた。円もその頃から観戦した一人で、その当時の馬場のプロレススタイルをリアルタイムで体験している層の一人であり崇拝と憧憬、驚嘆、畏怖を馬場に投影している。
1999年1月22日、大阪府立体育会館での三沢光晴vs川田利明の三冠戦に円は訪れており、川田が三沢に放った三冠パワーボム（垂直落下式パワーボム）に度肝を抜かしている観客の円も、テレビ放送分に映っていた(この試合から9日後、馬場は肝不全により、この世を去った)。
『クイズ!紳助くん』で、紳助が馬場をネタにした話をすると、円が怒るといったパターンがよくあった。

#### 財テク
- 非常に倹約家で、月に2万円位しか使わない。食事も、局から出される弁当の他は、コンビニのおにぎり程度で、たまに食べる親子丼が大変なごちそうであるという。
- ライブドア株300万円を購入した直後、証券取引法違反容疑でライブドア社に地検の捜査が入り株価が連日のストップ安（ライブドアショック）となり、なす術のない円はただ咆哮するだけだったという。

#### その他の趣味
- プロ野球の巨人のファンである。
- 蛍光ペンを使った独特のタッチの絵画を描いている。重ね塗りなどでの効果で、水彩・墨彩のような透明感と油彩のような力強い混色が共存する手法で風景画を描いている。
- 近所の家の洗濯物を眺めながらその家の家庭環境を想像し、お茶を飲んで一服するという奇妙な趣味を持つ。「行列」ではこの趣味をたびたび紳助にイジられており、弁護士軍団からは「話を聞く限り犯罪とまでは言えないが、職務質問の対象にはなる」と指摘され、円自身も「実際されたことあります」と返している。[20]

### 経営者として
- 円は大阪・名古屋でレンタル音楽スタジオ「studio246」を創業・経営している。名前は「いつかまた東京で活躍しよう」という思いを込めて東京を起点とする国道246号から取っており、自身もこのスタジオでデモなどのレコーディングを行っている。テレビ出演時などに、同スタジオのグッズでもある「246」と書かれた缶バッジを胸につけている。バッジはstudio246全店で無料で貰うことができ、100回、246回記念のバッジも存在する。
- かつてアマチュア時代にstudio246を利用していたプロミュージシャンにHysteric Blueなどがいる。

### パニック障害
- 46歳の時(1999年頃)、突然めまいや脂汗が出るなどの症状に襲われ、病院でパニック障害と診断された[注釈 3]。しばらくは何とか仕事を続けたが次第に人と会うことが怖くなり、全ての仕事を降りることを考えた[4]。しかしレギュラー出演していた番組の司会者である島田紳助や上沼恵美子から「番組の席は空けておくから、安心して治して帰っておいで」などと告げられ、一時的に降板という形となった[4]。上沼からは、休業中の番組内で「円さんは、最近貧乏になってぼろぼろになっています」などと敢えてネタにし、視聴者に忘れられないよう笑いを交えて気遣ってくれたという[4]。
- 休業中に症状は悪化し、一人でいることに強い恐怖心を抱いたため、セカンドハウスから妻がいる自宅で暮らし始めた[注釈 4]。当時は体調が戻らない焦りから自暴自棄になり、自宅で酒の瓶をぶちまけるなど荒れることもあった[注釈 5]。幸い処方された薬が効いたこともあり、数ヶ月後レギュラー番組に復帰した[注釈 6]。
- [注釈 7]予期不安は抱えたままで、対外的な体裁を考えてパニック障害を隠していた。しかしながら不調時の説明や誤解の釈明をする煩わしさから、周囲に理解してもらうため自分の病状を公にした。以後は、NHK教育テレビなど健康・福祉番組で体験談を語る機会も多い。
- 2005年8月27日・28日放送の日本テレビ『24時間テレビ28「愛は地球を救う」』でチャリティーランナーの丸山和也の応援に来た円は、日本武道館で宙づりにされ「夢想花」を歌った。武道館で歌うのは（1978年の『世界歌謡祭』出場以来）27年ぶりだったという。先述のパニック障害から、この企画は病気の再発、悪化の可能性もあった危険な企画だったが、円はそれに挑戦。宙を舞うことは、病気を克服したことのアピールの意味も込められていた。なお、2008年、2014年の同番組にも出演し「夢想花」を歌ったが、その回は宙に舞わなかった。

### 家族、夫婦生活
- 既婚で、二人の娘[4]と孫がいる。妻は全日空の社員で伊丹空港に勤務していた[9]。円と妻はZOOM解散後の1977年に結婚したが、「夢想花」が売れるまでは「ひも生活になりました[9]」という。なお、仕事の都合上、20年以上別居しているという。倹約家である円は、その反面、妻の誕生日には、280万円の腕時計など高額なものをプレゼントしている。
- 高校の同級生だった妻とは大学時代から付き合い、卒業後に結婚。フリーター時代の生活は、短大を卒業して先に就職していた妻が家計を支え、結婚式や新婚旅行の費用も全部出してもらったという[4]。レコードデビューを果たした後、25歳の時に夫婦で上京し、世田谷区のマンションで暮らした[注釈 8]。
- 上京から2年半で妻と大阪に戻って数回引っ越した後、40代の頃に中古の一軒家を購入。しかしテレビの仕事が忙しくなって大阪市内にセカンドハウスを借りることになり、平日をセカンドハウス、週末だけ自宅に戻るという“週末婚”のような生活となった。さらにその後自宅に帰るのが面倒になったことから、週末も含めてほぼセカンドハウスで暮らしながら何度か引越しを経験[4]。
- 以降妻とは別居生活となったが、妻も娘たちの独立後に40代の頃から住む自宅を引っ越した。ただし妻と不仲になったわけではなく、2022年の時点において夫婦でほぼ毎日電話で会話しながら別居生活をそれぞれ満喫しており[注釈 9]、時々週末に高知県内の海近くに建てた別荘で妻と過ごしていたという[4]。しかし、2023年9月25日放送の「よ〜いドン！」ロケ中に出会った円の妻のテニス仲間という女性に、円から妻が亡くなったことを知らせる場面があった。

## ディスコグラフィ

### シングル
| #                                | 発売日                           | タイトル                                      | B面                                 | 規格                             | 規格品番                         |
| キャニオン・レコード / AARD-VARK | キャニオン・レコード / AARD-VARK | キャニオン・レコード / AARD-VARK              | キャニオン・レコード / AARD-VARK    | キャニオン・レコード / AARD-VARK | キャニオン・レコード / AARD-VARK |
| -------------------------------- | -------------------------------- | --------------------------------------------- | ----------------------------------- | -------------------------------- | -------------------------------- |
| 1st                              | 1978年11月21日                   | 夢想花                                        | 朝から晩まで                        | EP                               | V-35                             |
| 2nd                              | 1979年4月21日                    | 愛しのキャリアガール                          | あてもないのに                      | EP                               | V-39                             |
| 3rd                              | 1979年9月21日                    | LOVE SONG                                     | 今夜もお前とオール・ナイト          | EP                               | V-43                             |
| 4th                              | 1980年4月21日                    | ミュージシャン                                | 偉大なる友へ                        | EP                               | V-50                             |
| 5th                              | 1980年8月21日                    | 大地の鼓動                                    | 浮き草遊戯                          | EP                               | V-55                             |
| 6th                              | 1980年10月21日                   | 若きアドベンチャー                            | 心の舟に帆を上げて                  | EP                               | 7A-0026                          |
| 7th                              | 1982年1月21日                    | マイ シスター                                 | Never Mind                          | EP                               | 7A-0145                          |
| 8th                              | 1983年4月21日                    | 心ふるえる夜                                  | 風が光る時                          | EP                               | 7A-0277                          |
| 9th                              | 1984年4月21日                    | 越冬つばめ                                    | 別離                                | EP                               | 7A-0373                          |
| 10th                             | 1985年6月21日                    | お前を抱けない夜                              | 追跡                                | EP                               | 7A-0492                          |
| 11th                             | 1986年9月21日                    | 大阪 Broken heart                             | 君のあの歌                          | EP                               | 7A-0634                          |
| 12th                             | 1987年5月21日                    | 風の港                                        | TO・MO・DA・CHI                     | EP                               | 7A-0728                          |
| ポニーキャニオン / AARD-VARK     |                                  |                                               |                                     |                                  |                                  |
| 13th                             | 1988年10月21日                   | 風のバラード/オンチ                           |                                     | EP                               | 7A-0913                          |
| 13th                             | 1988年10月21日                   | 風のバラード/オンチ                           | 8cmCD                               | S10A-0181                        |                                  |
| 14th                             | 1990年11月21日                   | 雪の降る人                                    | 蒼い終列車                          | 8cmCD                            | PCDA-00132                       |
| 15th                             | 1991年6月21日                    | 風のアルペジオ                                | いつの日か二人…                     | 8cmCD                            | PCDA-00202                       |
| 16th                             | 1991年11月21日                   | 夢のままで                                    | MAY DEAR CITY -夢色の階段-          | 8cmCD                            | PCDA-00260                       |
| 17th                             | 1994年1月21日                    | 夢のプロポーズ/MUSIC/ハートスランプ二人ぼっち |                                     | 8cmCD                            | PCDA-00529                       |
| ポニーキャニオン                 |                                  |                                               |                                     |                                  |                                  |
| 18th                             | 1995年2月17日                    | 心が晴れたことがあるか                        | 恋人でなくなって                    | 8cmCD                            | PCDA-00694                       |
| 19th                             | 1996年5月17日                    | 愛すべきろくでなし                            | ちょっとお先に                      | 8cmCD                            | PCDA-00860                       |
| 20th                             | 1997年7月18日                    | だけど会いたくて                              | 愛になりたい                        | 8cmCD                            | PCDA-00985                       |
| WW RECORDS                       |                                  |                                               |                                     |                                  |                                  |
| 21st                             | 2011年8月24日                    | 俺だ                                          | そして今夜もドロになる              | CD+DVD                           | DQC-745                          |
| 22nd                             | 2013年12月18日                   | 走れシミケン                                  | 僕らの記念日                        | Maxi                             | DQC-1228                         |
| キングレコード                   |                                  |                                               |                                     |                                  |                                  |
| 23rd                             | 2019年4月24日                    | おかんの呼ぶ声                                | - ニュース - It's Only Lonely Night | Maxi                             | KICM-30918                       |

### アルバム

#### オリジナル・アルバム
|                                  | 発売日                           | タイトル                         | 規格                             | 規格品番                         |                                  |
| キャニオン・レコード / AARD-VARK | キャニオン・レコード / AARD-VARK | キャニオン・レコード / AARD-VARK | キャニオン・レコード / AARD-VARK | キャニオン・レコード / AARD-VARK | キャニオン・レコード / AARD-VARK |
| -------------------------------- | -------------------------------- | -------------------------------- | -------------------------------- | -------------------------------- | -------------------------------- |
| 1st                              | 1979年6月21日                    | INNOCENT                         | LP                               | C25A-0033                        |                                  |
| 2nd                              | 1987年2月21日                    | 大阪ブロークンハート             | LP                               | C28A-0551                        |                                  |
| 2nd                              | 1987年2月21日                    | 大阪ブロークンハート             | CD                               | D32A-0270                        |                                  |
| ポニーキャニオン / AARD-VARK     |                                  |                                  |                                  |                                  |                                  |
| 3rd                              | 1992年1月29日                    | 雪の降る人                       | CD                               | PCCA-00346                       |                                  |
| 3rd                              | 1992年1月29日                    | 雪の降る人                       | CT                               | PCTA-00125                       |                                  |
| ポニーキャニオン                 |                                  |                                  |                                  |                                  |                                  |
| 4th                              | 1998年6月17日                    | 空と海が青い理由                 | CD                               | PCCA-01211                       |                                  |
| オフィスとんで / MAD CAR RECORDS |                                  |                                  |                                  |                                  |                                  |
| 5th                              | 2008年11月21日                   | 帰りゃんせ                       | CD                               | MCR-0012                         |                                  |
| 6th                              | 2018年6月9日                     | 遥かなる風人                     | CD                               | MCR-0015                         |                                  |

#### ミニ・アルバム
|            | 発売日        | タイトル     | 規格       | 規格品番   |            |
| WW RECORDS | WW RECORDS    | WW RECORDS   | WW RECORDS | WW RECORDS | WW RECORDS |
| ---------- | ------------- | ------------ | ---------- | ---------- | ---------- |
| 1st        | 2013年10月5日 | 僕らの記念日 | CD         | WWMCR-001  |            |

#### ベスト・アルバム
| #                | 発売日         | タイトル                          | 規格   | 規格品番   |        |
| ポニー           | ポニー         | ポニー                            | ポニー | ポニー     | ポニー |
| ---------------- | -------------- | --------------------------------- | ------ | ---------- | ------ |
| 1st              | 1987年6月21日  | ベスト16                          | CD     | D32P-6079  |        |
| 1st              | 1987年6月21日  | ベスト16                          | CT     | 32P-9212   |        |
| ポニーキャニオン |                |                                   |        |            |        |
| 2nd              | 1996年7月19日  | ニューベスト                      | CD     | PCCA-00991 |        |
| キングレコード   |                |                                   |        |            |        |
| 3rd              | 2003年3月26日  | ベスト                            | CD     | KICS-2405  |        |
| 4th              | 2006年12月21日 | ポプコン・マイ・リコメンド 円広志 | CD     | KICS-2483  |        |

### 参加楽曲
| 発売日        | 商品名                       | 歌                     | 楽曲                                      | 備考                                       |
| ------------- | ---------------------------- | ---------------------- | ----------------------------------------- | ------------------------------------------ |
| 1999年10月9日 | EFG BLUE 〜遥かなる風人〜    | 円広志 with ドンガン隊 | 「よし行け!」                             |                                            |
| 1999年10月9日 | EFG BLUE 〜遥かなる風人〜    | 円広志 with ドンガン隊 | 「EFG BLUE」                              |                                            |
| 1999年10月9日 | EFG BLUE 〜遥かなる風人〜    | 円広志 with ドンガン隊 | 「DA・DA・DA」                            |                                            |
| 1999年10月9日 | EFG BLUE 〜遥かなる風人〜    | 円広志 with ドンガン隊 | 「逮捕」                                  |                                            |
| 1999年10月9日 | EFG BLUE 〜遥かなる風人〜    | 円広志 with ドンガン隊 | 「車で行こうよ」                          |                                            |
| 1999年10月9日 | EFG BLUE 〜遥かなる風人〜    | 円広志 with ドンガン隊 | 「パンク」                                |                                            |
| 1999年10月9日 | EFG BLUE 〜遥かなる風人〜    | 円広志 with ドンガン隊 | 「ダイヤモンド」                          |                                            |
| 1999年10月9日 | EFG BLUE 〜遥かなる風人〜    | 円広志 with ドンガン隊 | 「遥かなる風人」                          |                                            |
| 1999年10月9日 | EFG BLUE 〜遥かなる風人〜    | 円広志 with ドンガン隊 | 「ぷかぷか」                              |                                            |
| 2000年9月1日  | ギュッと抱きしめて           | 円広志 with ドンガン隊 | 「車で行こうよ (パワーアップバージョン)」 |                                            |
| 2000年9月1日  | ギュッと抱きしめて           | 円広志 with ドンガン隊 | 「ギュッと抱きしめて」                    |                                            |
| 2000年9月1日  | ギュッと抱きしめて           | 円広志 with ドンガン隊 | 「ずっと君が好き」                        | ABCラジオ『ラブ・ミー・テンダー』 テーマ曲 |
| 2000年9月1日  | ギュッと抱きしめて           | 円広志 with ドンガン隊 | 「ダメだね」                              |                                            |
| 2000年9月1日  | ギュッと抱きしめて           | 円広志 with ドンガン隊 | 「恋人」                                  |                                            |
| 2013年5月8日  | 元気出して前へ前へ           | 円広志 with 野根バンド | 「野根のブルース」                        |                                            |
| 2013年5月8日  | 元気出して前へ前へ           | 円広志 with 野根バンド | 「あぁ人生に涙あり」                      |                                            |
| 2013年5月8日  | 元気出して前へ前へ           | 円広志 with 野根バンド | 「若者たち」                              |                                            |
| 2013年5月8日  | 元気出して前へ前へ           | 円広志 with 野根バンド | 「野根のうた」                            |                                            |
| 2018年1月24日 | 好きかもしれない〜大阪物語〜 | 森昌子&円広志          | 「好きかもしれない〜大阪物語〜」          |                                            |
| 2018年1月24日 | 好きかもしれない〜大阪物語〜 | 森昌子&円広志          | 「越冬つばめ2018」                        |                                            |

### タイアップ
| 曲名                      | タイアップ                                                                   | 収録作品                                                   |
| ------------------------- | ---------------------------------------------------------------------------- | ---------------------------------------------------------- |
| 夢想花                    | ニッポン放送・日本テレビ「コッキーポップ」テーマ曲（1978年12月 - 1979年2月） | シングル「夢想花」                                         |
| 夢想花                    | 日本航空「COME TO America'78」、「JALパック'79」CMソング                     | シングル「夢想花」                                         |
| 夢想花                    | マリンポリス CMソング                                                        | シングル「夢想花」                                         |
| 夢想花                    | キリンビール『関西風味生ビールすっきり仕立て』CMソング                       | シングル「夢想花」                                         |
| 夢想花                    | ダンロップ『MAXFLI LONG DISTANCE』CMソング                                   | シングル「夢想花」                                         |
| 夢想花                    | 映画『いぬやしき』CMソング                                                   | シングル「夢想花」                                         |
| 若きアドベンチャー        | 日本テレビ系ドラマ『痛快!ピッカピカ社員』主題歌                              | シングル「若きアドベンチャー」                             |
| 風が光る時                | わかくさ国体開催記念愛唱歌                                                   | シングル「心ふるえる夜」                                   |
| 大阪 Broken heart         | ハウス食品『好きやねん』CMソング                                             | シングル「大阪 Broken heart」                              |
| 風の港                    | よみうりTV、日本TV系朝の連続ドラマ『見上げればいつも青空』テーマ曲           | シングル「風の港」                                         |
| 風のバラード              | 読売テレビ・日本テレビ系朝の連続ドラマ『吉野物語』テーマ曲                   | シングル「風のバラード/オンチ」                            |
| 雪の降る人 蒼い終列車     | テレビ朝日・朝日放送系『クイズ仕事人』テーマ曲                               | シングル「雪の降る人」                                     |
| 風のアルペジオ            | 朝日放送『クイズバトルロイヤル待ったあり!』テーマ曲                          | シングル「風のアルペジオ」                                 |
| 夢のままで                | 読売テレビ・日本テレビ系朝の連続ドラマ『華の宴』テーマ曲                     | シングル「夢のままで」                                     |
| MY DEAR CITY -夢色の階段- | 奈良県香芝市イメージソング                                                   | シングル「夢のままで」                                     |
| 夢のプロポーズ            | 読売テレビ『ときめきタイムリー』オープニングテーマ曲                         | シングル「夢のプロポーズ/MUSIC/ ハートスランプ二人ぼっち」 |
| MUSIC                     | 中京テレビ『ヴィヴィアン』エンディングテーマ曲                               | シングル「夢のプロポーズ/MUSIC/ ハートスランプ二人ぼっち」 |
| ハートスランプ二人ぼっち  | 朝日放送『探偵!ナイトスクープ』テーマ曲                                      | シングル「夢のプロポーズ/MUSIC/ ハートスランプ二人ぼっち」 |
| 恋人でなくなって          | 読売テレビ『ときめきタイムリー』テーマ曲                                     | シングル「心が晴れたことがあるか」                         |
| 歌いましょう              | よみうりTV『元気モン!TV』テーマ                                              | アルバム『空と海が青い理由』                               |
| めまいのあとで            | テレビ大阪『ウルトラ生みそ』エンディング曲                                   | アルバム『空と海が青い理由』                               |
| 空と海が青い理由          | よみうりTV『ぴーかんグルメ王国』挿入歌                                       | アルバム『空と海が青い理由』                               |
| 静かな戦士                | テレビ朝日『秘湯ロマン』テーマ曲                                             | アルバム『空と海が青い理由』                               |
| 走れシミケン              | 読売テレビ『かんさい情報ネットten.』エンディング曲                           | シングル「走れシミケン」                                   |
| ニュース                  | 読売テレビ『かんさい情報ネットten.』エンディング曲                           | アルバム『遥かなる風人』                                   |

### 主な楽曲提供
- 中村雅俊
  - 激しさは愛（1979年） - フジテレビドラマ「われら行動派!」主題歌
- 森昌子
  - 越冬つばめ（1983年）[1] - 本名の「篠原義彦」名義。作詞は石原信一
  - 雛ものがたり（1986年）同上。
  - 綺麗（2007年）円広志名義。
- 小林千絵
  - 哀愁のページ（1983年）
- 山本譲二
  - 男詩（1985年）[1]
  - 望郷しぐれ（1986年）[1]
- やしきたかじん
  - 夢の瞬間（1986年）
- 山本リンダ
  - ジンで酔わせて（1986年）
- 石黒賢
  - 青くなれ（1987年）
- 前川清
  - 恋しぐれ（1988年）
  - 星をかぞえて（1988年）
  - あなただけ（2001年）
- サーカス
  - わたしのまちは（1990年）
- 長山洋子
  - 夢祭（1994年）
- 日吉ミミ
  - ウォーキング マイ ライフ（1995年）
- 川中美幸
  - ちょうちんの花（1996年）
- 梅沢富美男
  - 帰りゃんせ（1997年）
  - 恋暦（1998年）
- 藤あや子
  - かげろう（2001年）
- 上沼恵美子
  - コスモス揺れて（2004年） - 関西テレビ「いつでも笑みを!」主題歌など
- 瀬川瑛子
  - みんないい女（2004年）
- 森川美穂
  - 忘れない…（2007年）
- 八代亜紀
  - 立ち呑み「小春」（2007年）
- こいまいこ（恋舞妓）
  - 京都遠恋物語（2008年）
- 岡田ひさし
  - 恋情の旅（2009年）
  - 二枚目気分（2011年）
- 氷川きよし
  - 冬ものがたり（2011年）
- 椿欣也
  - 悲しみのつばさ（2011年）
- 音田淳
  - 一人静（2011年）
- 城之内早苗
  - 恋衣（2020年）
  - あなたで良かった（2020年）

### 書籍
- 空を飛ぶメダカ（1989年、朝日出版社）[1]
- 僕はもう、一生分泣いた〜パニック障害からの脱出（2009年、日本文芸社）ISBN 978-4537256420[1]

## 出演

### テレビバラエティ
現在の出演している番組
- 探偵!ナイトスクープ（ABCテレビ）※顧問として不定期出演
- ごきげんライフスタイル よ〜いドン!（関西テレビ）[2]
- 円広志の買物一直線!（通販番組）

過去に出演していた番組
- 円広志のグルメデート（毎日放送）[1][3]
- ちちんぷいぷい（毎日放送）
- 水野真紀の魔法のレストラン（毎日放送）※準レギュラー
- 今夜はえみぃ〜GO!!（毎日放送）
- クイズマラソン やっとられま1000モン（毎日放送）
- たかじん・円の二人は怪しいミュージシャン（ABCテレビ）
- YOUごはんまだ?（ABCテレビ）
- クイズ仕事人（ABCテレビ）
- キスした?SMAP（ABCテレビ）
- クイズ!紳助くん（ABCテレビ）[2]
- パンピーの法則（関西テレビ）
- たかじん・円の爆笑宣言!（関西テレビ）
- 快傑えみちゃんねる（関西テレビ）※不定期出演
- 2時ワクッ!・月曜日（関西テレビ）
- プライスバラエティ ナンボDEなんぼ（関西テレビ）
- 世間の裏側のぞき見バラエティ ウラマヨ!（関西テレビ）
- ますだおかだの関西縦断芸能人もっぺんごはん・春の陣〜自腹をかけた絶品グルメバト…(関西テレビ)
- 2時のワイドショー（読売テレビ）
- ときめきタイムリー（読売テレビ）
- 西村由紀江の日曜はピアノ気分（読売テレビ）
- Beアップル2時!（読売テレビ）
- ザ・ワイド（読売テレビ・日本テレビ）
- 大阪ほんわかテレビ（読売テレビ）
- 中居くん温泉'S（読売テレビ）
- 元気モンTV（読売テレビ）
- 激テレ★金曜日（読売テレビ）
- 電脳☆GQバトラー!!（読売テレビ）
- 週刊えみぃSHOW（読売テレビ）
- 愛の修羅バラ!（読売テレビ）
- あさパラ!（読売テレビ）[2]※準レギュラー
- かんさい情報ネットten. 火曜日（読売テレビ）
- ヴィヴィアン（中京テレビ）

### テレビドラマ
- 痛快!ピッカピカ社員（1980 - 1981年、日本テレビ）[1] - 重夫 役、主題歌も担当
- ドラマスペシャル「幸福な市民」（1989年11月4日、NHK総合）
- 温泉刑事（1990年11月23日、NHK総合）
- NHK子どもパビリオン「ちりめんじゃこの詩」（1991年、NHK総合）
- チンチン電車（1993年9月15日、NHK総合）
- ドラマ新銀河「この指とまれ!!」（1995年、NHK総合）
- 連続テレビ小説（NHK総合）
  - 走らんか!（1995年10月 - 1996年3月）[1] - 古賀竜一 役
  - だんだん（2008年10月 - 2009年3月）[1] - 竹中敬三 役
- 新・部長刑事アーバンポリス24 第247回「消えた浪花のモーツァルト」（1995年10月14日、ABCテレビ）

### ラジオ
- 真夜中ギンギラ大放送（ラジオ関西）
- 聞けば効くほど やしきたかじん - 金曜日レギュラーゲスト（ABCラジオ）[3]
- ABCラジオジラ - 月曜日パーソナリティ（ABCラジオ）[3]
- 円・小枝のこころ晴天（ABCラジオ）
- 円、しおりのラブ・ミー・テンダー → 円、小枝のラブ・ミー・テンダー（ABCラジオ）
- MIKI サウンド ペインティング(MBSラジオ)
- ハロー!ナショナルショウルーム（MBSラジオ）
- 円広志の遊YOUアクセス（MBSラジオ）
- 歌謡曲朝一番（ラジオ大阪）
- ほいきたッ!ラジオ新鮮組（ラジオ大阪）
- オールナイトニッポン（ニッポン放送）
- たかじん・円のオールナイトニッポン（ニッポン放送）[注釈 11]

### 映画
- 翔んだカップル（1980年 東宝） - 和田先生 役
- セーラー服と機関銃（1981年 東宝）[1] - 尾田医師 役
- 花の降る午後（1989年 東宝）[1] - 工藤健一 役
- 風、スローダウン（1991年　東映） - 黒竜会・太田 役

### CM
- お好み横丁（カゴメ）
- 伊豆のキャンペーン（1989年、JR東海）[1]
- 関西風味生ビールすっきり仕立て（1995-1996年、キリンビール）[1]
- 大阪ガス「'96オールガス器具謝恩セール」CF（1996年）[1] - 「夢想花」の替え歌で「買うて買うて…得して得して得して」と歌った後で、主婦達が「得する」と歌う。
- ヘーベルハウス（1999年、旭化成）[25]
- 甲子園競輪（2000年）
- 全日空中国線キャンペーン（2005年）
- 山陽電気鉄道（2009年）
- 日清食品「2010阪神タイガースキャンペーン」（2010年、関西地区限定） - CMソング「夢想花」の替え歌も円本人が歌っている。円も、景品のヒヨコちゃんぬいぐるみを配達する配送員役で出演。
- サントリーカロり。「青空ダンス（軽くもめる）」編（2011年） - CMソング「夢想花」の替え歌も円本人が歌っている。
- 泉北ホーム（2011年 - 、関西地区限定）[1] - テレビ・ラジオ共に出演。テレビCMでは 大黒天に扮している。
- スズキ「スズキ・エブリイ」（2015年） - はるな愛、宇梶剛士と共演。「夢想花」の「とんでとんで」を「積んで積んで」に替えている。円本人は「円広志」「取扱注意」のステッカーが貼られた段ボールの中に入っている。[26]
- 蓬萊本館 （2015年） - 冷蔵豚まん（スーパーマーケット向け）
- コスメディ製薬「クオニスダーマフィラー」

### MV
- Creepy Nuts『バレる!』 - 劇中で「ごきげんライフスタイル よ〜いドン!」の再現をしている。